# Trautes Heim, Glück allein
Trautes Heim, Glück allein ist eine französische Filmkomödie aus dem Jahr 2006.

## Handlung
Charles Boulin ist ein Geldeintreiber bei einer Kredit-Firma namens Crédilem.
Nachdem seine Frau Anne ihm vorwirft, geizig zu sein, beschließt er, sie durch den Kauf eines Hauses auf dem Land zu überraschen. Bevor er jedoch dazu kommt, das Haus zu kaufen, schnappt ein Kollege es ihm weg. In seiner Enttäuschung stiehlt er seinem Kollegen die Tasche, die die unterschriebenen Verträge enthält, erfährt so die Adresse der Hauseigentümerin und macht den Hauskauf doch noch zu seinen Gunsten klar.
Da er bereits mehrere Warnungen am Arbeitsplatz erhalten hat, wird Boulin unter anderem wegen des Diebstahls der Tasche, heimlichen unzulässigen Prozentsenkungen für die Rückzahlungsraten bei Kunden und der Mitnahme von verpfändeten Gegenständen auf der Stelle entlassen. Da seine Kündigung auch noch als selbst verschuldet gilt, wird ihm zudem der zuvor versprochene Kredit für die Renovierung des Landhauses nicht gewährt.
Um die Renovierungskosten zu senken, hofft Charles Boulin in seiner Not auf die Hilfe des verschlagenen Maklers, der ihm das schwer renovierungsbedürftige Haus verkauft hat. Dieser verspricht Abhilfe durch befreundete Handwerker, sein "bestes Team": Mouloud Mami und Donatello Pirelli. Als Handwerker beide ungeschickt, liegt das Haus jedoch bei fortschreitender Sanierung allmählich in Trümmern.
Charles hat nun alsbald Schulden – wegen des verweigerten Bankkredits muss er die gemeinsame Wohnung verkaufen, ohne dass seine Frau und seine Tochter es herausfinden. Nach seinem Rauswurf bei der Arbeit lebt er von Gelegenheitsjobs, während er versucht, seine Familie zu überzeugen, in das neue Haus zu ziehen – was ihm auch gelingt. Das Haus indes ist nach einer Gasexplosion eine komplette Ruine.
In seiner Not macht Boulin mit dem Makler einen Deal – und dieser verkauft Boulins Haus dessen Ex-Kollegen, der es ihm schon mal wegschnappen wollte. Da er immer noch gierig auf das Anwesen ist, kauft er es vertraglich "unbesehen", während Boulin mit der Kaufsumme wieder seine alte Eigentumswohnung zurückkauft.

## Kritik
„Turbulente, ganz auf französische Realitäten und Mentalitäten zugeschnittene Romantik-Komödie ohne sonderliche Originalität.“